# پاکناک لیک (نیوجرسی)
پاکناک لیک (به انگلیسی: Packanack Lake) یک منطقهٔ مسکونی در ایالات متحده آمریکا است که در وین، نیوجرسی واقع شده‌است. پاکناک لیک ۶۲ متر بالاتر از سطح دریا واقع شده‌است.